# Leptaulax biroi
Leptaulax biroi is een keversoort uit de familie Passalidae. De wetenschappelijke naam van de soort is voor het eerst geldig gepubliceerd in 1953 door Endrodi.